# Номі Стомпгорст
Номі Стомпгорст (нід. Nomi Stomphorst, 23 серпня 1992) — нідерландська ватерполістка. Срібна медалістка Чемпіонату світу з водних видів спорту 2015 року.